# Heinrich Berger (Ingenieur)
Johann Heinrich Berger (* 3. Februar 1860 in Cassel; † 1927 in Berlin-Schöneberg) war ein deutscher Bauingenieur.

## Ausbildung und beruflicher Werdegang
Heinrich Berger besuchte das Realgymnasium in Kassel und studierte von 1878 bis 1882 an den Technischen Hochschulen in Karlsruhe und Berlin. In Karlsruhe wurde er Mitglied der Burschenschaft Teutonia. Danach war er im Gebiet des Kanalisationswesens tätig: Von 1883 bis 1888 arbeitete Berger für die Stadtverwaltungen Hamburg, Altona und Kassel. In der Zeit danach arbeitete er bei den Städten Köln und Mannheim. Ab 1901 arbeitete Berger bei der Stadt Berlin-Schöneberg, bis er am 1. Juli 1924 in den Ruhestand ging. Berger war Magistratsoberbaurat.

## Ehrungen
Berger hat umfangreiche generelle und spezielle Kanalisationsentwürfe erstellt und diese auch zur Ausführung gebracht. Für seine Bauten erhielt er eine Vielzahl von Preisen, unter anderem den ersten Preis 1893 für die Kläranlage in Leipzig, 1895 den zweiten Preis für die Kanalisation von Temesvár und von Pola im Jahr 1898. Des Weiteren erhielt er den dritten Preis für die Kanalisation von Truppan im Jahr 1898.